# Crenatella
Biloculinella es un género de foraminífero bentónico de la subfamilia Miliolinellinae, de la familia Hauerinidae, de la superfamilia Milioloidea, del suborden Miliolina y del orden Miliolida. Su especie tipo es Crenatella mira. Su rango cronoestratigráfico abarca el Mioceno.

## Discusión
Clasificaciones más recientes han incluido Biloculinella en la Subfamilia Scutulorinae, de la Familia Quinqueloculinidae.

## Clasificación
Biloculinella incluye a la siguiente especie:
- Crenatella mira †